# أورين كير
أورين صموئيل كير (من مواليد 2 يونيو 1971) هو أستاذ القانون في كلية الحقوق بجامعة كاليفورنيا بركلي. وهو معروف كباحث في مواضيع قانون جرائم الكمبيوتر ومراقبة الإنترنت. كير هي واحدة من المساهمين في مدونة Volokh.

## حياة سابقة
ولد كير عام 1971 في نيويورك وتخرج في مدرسة تاور هيل في ويلمنجتون بولاية ديلاوير في عام 1989. وفي عام 1993 حصل على درجة البكالوريوس في الهندسة الميكانيكية والهوائية من جامعة برينستون. في عام 1994 حصل على درجة الماجستير في العلوم في الهندسة الميكانيكية من جامعة ستانفورد. التسجيل في كلية الحقوق بموجب القانون، حيث يتم تطبيق القانون على القانون العام ؛ حصل على درجة الدكتوراه في القانون بامتياز عام 1997.

## حياة مهنية
وفي الفترة 1997-1998، كان كير كاتبا محاميا للقاضي ليونارد إ. غارث من محكمة الاستئناف في الولايات المتحدة للدائرة الثالثة. وفي الفترة من عام 1998 إلى عام 2001، عمل محاميا للمحاكمة في قسم الجرائم الحاسوبية والملكية الفكرية التابع للشعبة الجنائية التابعة لوزارة العدل في الولايات المتحدة. في عام 2001، انضم إلى كلية الحقوق بجامعة جورج واشنطن. 
في عام 2009، شغل منصب عضو مجلس الشيوخ الأمريكي جون كورنين من اللجنة القضائية في مجلس الشيوخ كمستشار خاص لترشيحات المحكمة العليا خلال تأكيد سونيا سوتومايور كقاضية في المحكمة العليا ؛ بعد عام، شغل مرة أخرى منصب مستشار لكورنين، وهذه المرة في تأكيد قاضية المحكمة العليا إيلينا كاغان. 
في عام 2003، أخذ كير إجازة في كلية الحقوق إلى كاتب العدل أنتوني إم كينيدي من المحكمة العليا للولايات المتحدة خلال فترة أكتوبر 2003. في عام 2009، عمل السناتور الأمريكي جون كورنين من اللجنة القضائية بمجلس الشيوخ كمستشار خاص لترشيحات المحكمة العليا أثناء تأكيد سونيا سوتومايور. كقاض في المحكمة العليا ؛ بعد عام، عمل مرة أخرى كمستشار لكورنين، وهذه المرة في تأكيد المحكمة العليا لإيلينا كاجان
دافع كير أمام المحكمة العليا في قضية ديفيس ضد الولايات المتحدة 2011.
ردًا على تعليق عام 2011 من قبل رئيس المحكمة العليا جون روبرتس ينتقد عدم أهمية المنح الدراسية القانونية للتركيز على قضايا مثل تأثير إيمانويل كانط على أساليب الإثبات في القرن الثامن عشر في بلغاريا، كتب كير ورقة قصيرة مضحكة حول هذا الموضوع في عام 2015، حيث وجدت أن هذا التأثير غير مرجح للغاية 
قدم كير صديقا للمحكمة لدعم الولايات المتحدة في قضية كاربنتر ضد الولايات المتحدة، وهي قضية تتعلق بمصادرة الحكومة لسجلات مواقع الهاتف الخلوي التاريخية للفرد دون أمر قضائي.

### الأكاديميا
في عام 2012،  عُيَّن كباحث مقيم في مكتبة الكونغرس ؛ ركز بدوام جزئي لمدة عامين على تكنولوجيا المعلومات والخصوصية والعدالة الجنائية. 
في عام 2018، انضم كير إلى كلية الحقوق بجامعة كاليفورنيا جولد.
في عام 2019، انضم كير إلى كلية الحقوق بجامعة كاليفورنيا في بيركلي.

## روابط خارجية
- مناظرة / مناقشة بالفيديو مع كير ومارتي ليدرمان على Bloggingheads.tv
- يقول كير إن الخصوصية عبر الإنترنت قد ذهبت بعيدًا جدًا في سجل قانون هارفارد
- Kerr مرات الظهور على سي-سبان